# Білошиці (зупинний пункт)
Білошиці — пасажирський залізничний зупинний пункт Коростенської дирекції Південно-Західної залізниці розташований на одноколійній неелектрифікованій лінії Коростень — Житомир.
Розташований у селі Білошиці Коростенського району Житомирської області між станціями Коростень-Житомирський (8 км) та Ушомир (4 км).
На зупинному пункті зупиняються приміські поїзди.